# Église anglicane d'Australie
L'Église anglicane d'Australie est une province de la communion anglicane créée en 1962. Son primat est, depuis 2020, Geoffrey Smith, archevêque d'Adélaïde. C'est désormais la deuxième église d'Australie en nombre de fidèles, après avoir longtemps été la première.

## Démographie
Jusqu'au recensement de 1986, l'Église chrétienne la plus importante au sein de la population de l'Australie était l'Église anglicane d'Australie. Depuis lors, les catholiques sont plus nombreux. L'une des raisons pour expliquer cette évolution est l'immigration en Australie. Avant la Seconde Guerre mondiale, la majorité des immigrants vers l'Australie venaient du Royaume-Uni - et les immigrants catholiques d'Irlande. Après la Seconde Guerre mondiale, plus de 6,5 millions de migrants sont arrivés en Australie dans les 60 années qui ont suivi, dont plus d'un million de catholiques romains.
Les données du recensement montre que le pourcentage de la population d'affiliation anglicane a atteint un sommet en 1921 à 43,7 %, et le nombre de personnes indiquant l'appartenance anglicane a culminé en 1991 à 4 millions. En 2011, il y a 3 679 907 anglicans, ce qui représente 17,1 % de la population. En 2016, il y a 3 101 200 anglicans, ce qui représente 13,3 % de la population.
L'Église australienne se compose de vingt-trois diocèses disposés en cinq provinces (plus la Tasmanie).

## Archevêchés et diocèses
- Province de Victoria
  - Gippsland
  - Wangaratta
  - Melbourne
  - Bendigo
  - Ballarat
- Province d'Australie-Méridionale
  - Murray
  - Adélaïde
  - Willochra
- Province de Nouvelle-Galles du Sud
  - Sydney
  - Canberra et Goulburn
  - Riverina
  - Bathurst
  - Newcastle
  - Armidale
  - Grafton
- Province du Queensland
  - Brisbane
  - Rockhampton
  - Queensland du Nord
  - Territoire du Nord
- Province d'Australie-Occidentale
  - North West Australia
  - Perth
  - Bunbury
- Tasmanie

### Carte de la structure diocésale
| Légende des couleurs | Nouvelle-Galles du Sud | Victoria | Queensland | Australie-Occidentale | Australie-Méridionale | Tasmanie |

| Tasmanie † SYDNEY ‡ Newcastle † Canberra & · Goulburn † Grafton † Bathurst † Riverina † Armidale ‡ MELBOURNE † Ballarat † Bendigo † Gippsland † Wangaratta ‡ BRISBANE † Queensland du Nord † Rockhampton † Territoire du Nord ‡ PERTH † Bunbury † Australie du Nord-Ouest ‡ ADÉLAÏDE † Willochra † Murray |